# Никодим Тисмански
Никодим Тисмански, наричан понякога и Никодим Вратненски или Никодим Видински, e български светец и духовник. Той е първият светец на Видинското царство и вторият българин след Свети Иван Рилски, който приживе е посветен в редовете на светиите на българския народ.

## Биография
Никодим е роден около 1310 година в Прилеп, Византия. Замонашва се в Света гора и служи в Хилендарския манастир. Там се сближава и става сподвижник на бъдещия български патриарх Евтимий. След Хилендарския манастир Никодим заминава за Видинското царство. Там става член на висшето духовенство. След това последователно исихаства в манастирите Вратна и Манастирица.
В ролята си на висш духовник и сподвижник на търновския патриарх Никодим става посредник между Печката патриаршия, която по онова време е анатемосана от Цариградската патриаршия, и Византия. Поради тази причина сръбската наука по-късно го обявява за сърбин и, използвайки вероятността Никодим да е роден не в Прилеп, а в Прилепец (Прилепско), обявява, че е роден в Прилепац, което днес се намира в Сърбия.
Никодим бяга във Влашко някъде в периода 1364 – 1365 година, след като унгарците завземат Видинското царство и налагат там католицизма. Има предположения, че Никодим попада в 1369 година сред насилствено преместените тимошки българи от войводата Владислав Влайку. Като исихаст и привърженик на монашеския живот Никодим основава във Влашко редица монашески обители, като един от най-големите манастири е Тисмана, по-късно наречен Тисмански манастир. Пребиваването му във Влашко дава начало на превръщането му в „първия румънски светец“ под името Nicodim de la Tismana, въпреки че академик Константин Ербичану констатира, че румънският народ няма свой светец, който да е румънец по род.
Като книжовник исихаст Никодим художествено преписва четвероевангелие, което е най-важният негов труд. То стои в началото на румънската литература, а езикът му е представян в румънската литература като „славона“, а всъщност е старобългарски.